# 女子大生ホステス名探偵 華やかな密室殺人
『山村美紗サスペンス 女子大生ホステス名探偵 華やかな密室殺人』（やまむらみさサスペンス じょしこうせいホステスめいたんてい はなやかなみっしつさつじん）は、1992年から1993年までTBS系「月曜ドラマスペシャル」で放送されたテレビドラマシリーズ。全2回。主演は工藤夕貴、有森也実。

## キャスト

### 主要人物
小川麻子〈21〉
演 - 工藤夕貴（第1作） → 有森也実（第2作）
銀座の高級クラブ「花屋敷」のアルバイトホステス。
北川信彦
演 - 草刈正雄
弁護士。
今井警部
演 - 伊東四朗
早見刑事
演 - 夏木ゆたか
鮎子〈28〉
演 - 三原じゅん子
クラブ「花屋敷」のママ。
秋子〈30〉
演 - 山村紅葉
クラブ「花屋敷」のホステス。
千津子〈35〉
演 - 和泉ちぬ（第1作） → 伊藤幸子（第2作）
クラブ「花屋敷」のホステス。
ゆかり〈20〉
演 - あいだもも（第1作） → 土屋久美子（第2作）
クラブ「花屋敷」のホステス。

### ゲスト
第1作『ドアチェーンは大丈夫ですか?』
- 梨花（クラブ「花屋敷」のナンバー1ホステス）〈29〉 - 蜷川有紀
- 寿美（クラブ「花屋敷」のホステス）〈40〉 - 大信田礼子
- 奈美（クラブ「花屋敷」のホステス）〈23〉 - 網浜直子
- リリィ（クラブ「花屋敷」のホステス）〈23〉 - 有川マユ
- 丸山弁護士 - 小林大輔
- 武川代議士（梨花の愛人） - 長谷川哲夫
- 橋本社長 - 石田太郎
- 木村 - 秋沢秀介
- 三原 - 伊東知則
- 岸弁護士 - 愛川周平
- 管理人 - 谷津勲
- アナウンサー - 奥村寛司
- ボーイ - 阿川新太郎
- 看護婦 - 戎南子
- あゆみ（梨花の子供）〈5〉 - 高徳美絵
- 早川プロ

第2作『愛した人はもういない』
- 富士川春行（サラ金会社社長） - 鹿内孝
- 由美（クラブ「花屋敷」のホステス） - 芦川よしみ
- 吉田知彦（クラブ「花屋敷」の常連客） - 穂積隆信
- クラブの客 - 金原二郎
- 加津子（クラブ「花屋敷」のホステス・千津子の妹・富士川の愛人） - 小野さやか
- 美千代（クラブ「花屋敷」のホステス） - 朝比奈順子
- リサ（クラブ「花屋敷」のホステス） - 駒木なおみ
- 吉尾康秀、阿川新太郎、戎南子、浅見誠、東京宝映テレビ、東京児童劇団、ミル・ヴィサージュ、早川プロ

## スタッフ
- 脚本 - 篠崎好
- プロデューサー - 森下和清、樋口祐三、内野建
- 監督 - 脇田時三
- 原作 - 山村美紗
- 音楽 - 西山隆司、佐古伸一
- 制作 - TBS、テレパック

## 放送日程
| 話数 | 放送日        | サブタイトル                | 原作             |
| ---- | ------------- | --------------------------- | ---------------- |
| 1    | 1992年7月13日 | ドアチェーンは大丈夫ですか? | 『華やかな密室』 |
| 2    | 1993年7月19日 | 愛した人はもういない        | 『死の同伴者』   |